# Circuito de Getxo 2024
Il Circuito de Getxo 2024, settantanovesima edizione della corsa e valida come evento dell'UCI Europe Tour 2024 categoria 1.1, si svolse l'11 agosto 2024 su un percorso di 173 km, con partenza da Bilbao e arrivo a Getxo, in Spagna. La vittoria fu appannaggio dello spagnolo Jon Barrenetxea, il quale completò il percorso in 4h11'21", alla media di 41,297 km/h, precedendo il francese Clément Champoussin e il venezuelano Orluis Aular.
Sul traguardo di Getxo 97 ciclisti, dei 123 partiti da Bilbao, portarono a termine la competizione.

## Squadre e corridori partecipanti
| N.    | Cod. | Squadra                |
| ----- | ---- | ---------------------- |
| 1-7   | AQT  | Astana Qazaqstan Team  |
| 11-17 | COF  | Cofidis                |
| 21-27 | LTK  | Lidl-Trek              |
| 31-37 | MOV  | Movistar Team          |
| 41-47 | EUS  | Euskaltel-Euskadi      |
| 51-57 | TEN  | TotalEnergies          |
| 61-67 | LTD  | Lotto Dstny            |
| 71-77 | ARK  | Arkéa-B&B Hotels       |
| 81-87 | CJR  | Caja Rural-Seguros RGA |

| N.      | Cod. | Squadra                        |
| ------- | ---- | ------------------------------ |
| 91-97   | EKP  | Equipo Kern Pharma             |
| 101-107 | PTK  | Team Polti Kometa              |
| 111-117 | BBH  | Burgos-BH                      |
| 121-127 | CDF  | ABTF Betão-Feirense            |
| 131-136 | EFL  | Efapel Cycling                 |
| 141-147 | IBA  | Illes Balears Arabay Cycling   |
| 151-157 | TAV  | Tavfer-Ovos Matinados-Mortágua |
| 161-166 | SAT  | Sabgal-Anicolor                |
| 171-176 | RPB  | Rádio Popular-Paredes-Boavista |

## Ordine d'arrivo (Top 10)
| Pos. | Corridore        | Squadra    | Tempo    |
| ---- | ---------------- | ---------- | -------- |
| 1    | Jon Barrenetxea  | Movistar   | 4h11'21" |
| 2    | C. Champoussin   | Arkéa      | s.t.     |
| 3    | Orluis Aular     | Caja Rural | s.t.     |
| 4    | Thomas Silva     | Caja Rural | s.t.     |
| 5    | Eduard Prades    | Caja Rural | s.t.     |
| 6    | Diego Sevilla    | Polti      | s.t.     |
| 7    | Quinn Simmons    | Lidl       | s.t.     |
| 8    | Fernando Barceló | Caja Rural | a 6"     |
| 9    | Afonso Eulálio   | ABTF       | s.t.     |
| 10   | Andreas Kron     | Lotto      | s.t.     |